# Diacme
Diacme is een geslacht van vlinders van de familie van de grasmotten (Crambidae), uit de onderfamilie van de Spilomelinae. De wetenschappelijke naam voor dit geslacht is voor het eerst gepubliceerd in 1892 door William  Warren.

## Soorten
- Diacme adipaloides (Grote & Robinson, 1867)
- Diacme claudialis (Snellen, 1875)
- Diacme elealis (Walker, 1859)
- Diacme finitalis (Guenée, 1854)
- Diacme griseicincta (Hampson, 1913)
- Diacme liparalis (Guenée, 1854)
- Diacme mopsalis (Walker, 1859)
- Diacme oriolalis (Guenée, 1854)
- Diacme phyllisalis (Walker, 1859)
- Diacme samealis (Snellen, 1875)